# 旺德伊 (马恩省)
旺德伊（法語：Vandeuil，法語發音：[vɑ̃dœj]）是法国马恩省的一个市镇，属于兰斯区。

## 地理
旺德伊（49°16'47"N, 3°47'33"E）面积5.35 平方千米，位于法国大東部大區马恩省，该省份为法国东北部内陆省份，北起阿登省，西北接埃纳省，西南接塞纳-马恩省，南至奥布省，东南接上马恩省，东临默兹省。
与旺德伊接壤的市镇（或旧市镇、城区）包括：布朗斯库尔、韦勒河畔布勒伊、乌尔日、韦勒河畔容什里、韦勒河畔蒙蒂尼、阿德尔河畔萨维尼。

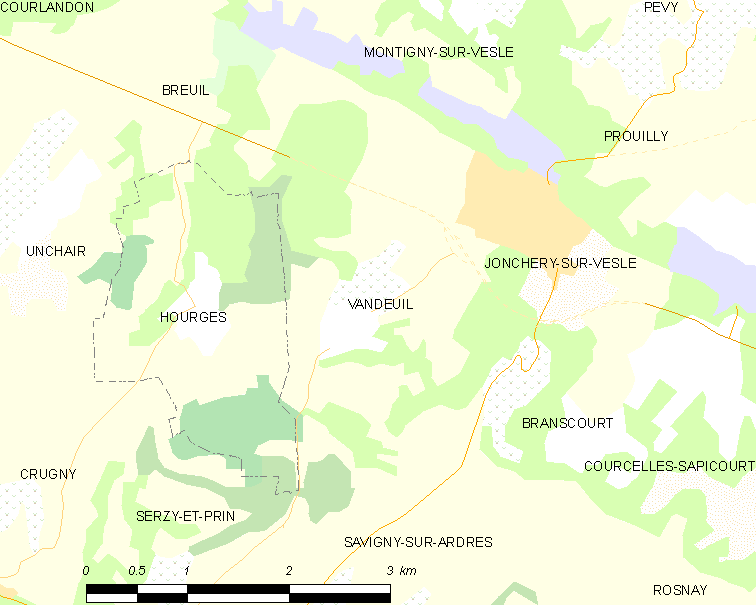
的OSM定位图

旺德伊的时区为UTC+01:00、UTC+02:00（夏令时）。

## 行政
旺德伊的邮政编码为51140，INSEE市镇编码为51591。

## 政治
旺德伊所属的省级选区为菲姆-兰斯山县。

## 人口

1962-2008年间人口变化图示

旺德伊于2022年1月1日时的人口数量为176人。